# Autoamerican
Autoamerican — пятый студийный альбом американской группы Blondie. Был выпущен в ноябре 1980 года и достиг 3-го места в хит-параде Великобритании, 8-го в Австралии и 7-го в США.

## Об альбоме
Альбом радикально отличается от предыдущих работ группы. Он открывается треком «Europa», который и задаёт новый темп. Трек представляет собой инструментальную драматическую увертюру с оркестровыми аранжировками, заканчивается же рассказом Дебби Харри о важности автомобиля в американском обществе. Кроме рок и поп-треков на пластинке представлены и другие музыкальные жанры. В «Here’s Looking at You» и «Faces» прослеживается влияние джаза и блюза, а регги-хит «The Tide Is High» — это кавер-версия ямайского ска-хита 1967 года группы The Paragons. В то же время «Rapture» объединил в себе фанк, рок, джаз и новый зарождающийся жанр рэп. Заключительный трек пластинки «Follow Me» — это кавер-версия сентиментальной песни о любви Алана Джей Лернера и Фредерика Лоу 1960 года из бродвейского мюзикла «Камелот» основанного на легенде о короле Артуре.
Продюсер Майк Чепмен настоял, что бы группа записывалась в Лос-Анджелесе. Тем не менее группа хотела, что бы на обложке был снимок их родного города. На обложке они позируют на крыше Нью-Йоркского здания между Бродвеем и 8-й улицей. Образ был стилизован художником Мартином Хоффманом.
Группа выпустила два сингла с этого альбома — «The Tide Is High» и «Rapture». «The Tide Is High» стал хитом № 1 в нескольких странах, в том числе в США и Великобритании. «Rapture» был первой рэп-песней, которая достигла первого места в чарте синглов США (№ 5 в Великобритании). Судя же по наклейке на ранних тиражах альбома, песня «T-Birds» изначально планировалась как третий сингл.
Autoamerican был подвергнут ремастерингу и переиздан с двумя бонус-треками на Chrysalis Records в Великобритании в 1994 году. Бонус-треками выступили 12" Special Disco Mix версия «Rapture» и «Live It Up» 1981 года. Альбом был снова подвергнут ремастерингу и переиздан на лейбле EMI-Capitol в 2001 году. В качестве бонус-треков были добавлены: расширенный трек «Rapture» и расширенная версия хита № 1 «Call Me» (из саундтрека к фильму «Американский жиголо») и трек «Suzy & Jeffrey», который изначально издавался на второй стороне сингла «The Tide Is High».

## Список композиций
| №  | Название                                             | Автор(ы)                   | Длительность |
| -- | ---------------------------------------------------- | -------------------------- | ------------ |
| 1. | «Europa»                                             | Крис Стейн                 | 3:32         |
| 2. | «Live It Up»                                         | Крис Стейн                 | 4:10         |
| 3. | «Here’s Looking at You»                              | Дебби Харри, Крис Стейн    | 2:58         |
| 4. | «The Tide Is High» (кавер-версия песни The Paragons) | Джон Холт                  | 4:42         |
| 5. | «Angels on the Balcony»                              | Лаура Дэвис, Джимми Дестри | 3:36         |
| 6. | «Go Through It»                                      | Дебби Харри, Крис Стейн    | 2:40         |

| №  | Название       | Автор(ы)                       | Длительность |
| -- | -------------- | ------------------------------ | ------------ |
| 1. | «Do the Dark»  | Джимми Дестри                  | 3:53         |
| 2. | «Rapture»      | Дебби Харри, Крис Стейн        | 6:33         |
| 3. | «Faces»        | Дебби Харри                    | 3:51         |
| 4. | «T-Birds»      | Найджел Харрисон, Дебби Харри  | 3:58         |
| 5. | «Walk Like Me» | Джимми Дестри                  | 3:46         |
| 6. | «Follow Me»    | Алан Джей Лернер, Фредерик Лоу | 3:00         |

| №  | Название                                                    | Автор(ы)                      | Длительность |
| -- | ----------------------------------------------------------- | ----------------------------- | ------------ |
| 7. | «Suzy & Jeffrey» (вторая сторона сингла «The Tide Is High») | Дебби Харри, Найджел Харрисон | 4:05         |

| №   | Название                         | Автор(ы)                | Длительность |
| --- | -------------------------------- | ----------------------- | ------------ |
| 13. | «Rapture» (Special Disco Mix)    | Дебби Харри, Крис Стейн | 9:57         |
| 14. | «Live It Up» (Special Disco Mix) | Крис Стейн              | 8:13         |

| №   | Название                                                                    | Автор(ы)                      | Длительность |
| --- | --------------------------------------------------------------------------- | ----------------------------- | ------------ |
| 13. | «Call Me» (Original Long Version; саундтрек к фильму «Американский жиголо») | Джорджо Мородер, Дебби Харри  | 8:05         |
| 14. | «Suzy & Jeffrey» (вторая сторона сингла «The Tide Is High»)                 | Дебби Харри, Найджел Харрисон | 4:08         |
| 15. | «Rapture» (Special Disco Mix)                                               | Дебби Харри, Крис Стейн       | 10:00        |

## Участники записи
Список составлен по сведениям базы данных Discogs.
| Blondie: - Дебби Харри — вокал - Крис Стейн — гитара, вибрафон - Джимми Дестри — фортепиано, синтезатор, орган, бэк-вокал - Фрэнк Инфанте — гитара, бэк-вокал - Найджел Харрисон — бас-гитара, бэк-вокал - Клем Бёрк — ударные, бэк-вокал Приглашённые музыканты: - Ховард Кэйлан — бэк-вокал (в песне «T-Birds») - Марк Фольман — бэк-вокал (в песне «T-Birds») - Джимми Хаскелл — струнная секция и аранжировка (в песнях «Here’s Looking at You», «The Tide Is High», «Europa» и «Go Through It») - Вах Вах Уотсон — гитара (в песне «Live It Up») - Том Скотт — саксофон (в песнях «Rapture» и «Faces»), лирикон (в песне «Do the Dark») - Стив Голдштейн — фортепиано (в песне «Faces»), синтезатор (в песне «Follow Me») - Рэй Браун — бас-гитара (в песне «Faces») - Скотт Лессер — перкуссия (в песне «Live It Up») - Олли Е. Браун — перкуссия (в песне «The Tide Is High») - Эмил Ричардс — перкуссия (в песне «The Tide Is High») - Алекс Акунья — перкуссия (в песне «The Tide Is High») - B-Girls — бэк-вокал (в песне «Live It Up») | Технический персонал: Оригинальный релиз: - Майк Чепмен — продюсер - Лениз Бент — звукоинженер - Дуг Шварц — ассистент звукоинженера - Гэри Ботнер — ассистент звукоинженера - Билли Басс — арт-директор - Джон Ван Хамерсвельд — дизайнер - Мартин Хоффман — художник - Карен Кнехт — художественное оформление Переиздание 2001 года: - Кевин Флаэрти — продюсер переиздания - Брайан Келли — продюсер переиздания - Кевин Бартли — мастеринг-инженер - Брендан Гормли — A&R-менеджер - Мишель Аззопарди — A&R-менеджер - Даррен Вонг — арт-директор - Роберт Фишер — дизайнер - Боб Грюн — фотограф - Говерт Дерос — фотограф - Джефф Майер — фотограф - Майк Чепмен — автор текста для буклета |

## Позиции в хит-парадах и коммерческие показатели

### Позиции в хит-парадах
| Хит-парад (1980—1981)               | Высшая позиция | Пребывание в чарте |
| ----------------------------------- | -------------- | ------------------ |
| Австралия (Kent Music Report)       | 8              | нет данных         |
| Австрия (Ö3 Austria)                | 18             | 6 недель           |
| Великобритания (UK Albums Chart)    | 3              | 16 недель          |
| Канада (RPM Albums Chart)           | 4              | 22 недели          |
| Нидерланды (Album Top 100)          | 16             | 4 недели           |
| Новая Зеландия (RMNZ)               | 6              | 20 недель          |
| Норвегия (VG-lista)                 | 12             | 14 недель          |
| США (Billboard 200)                 | 7              | 34 недель          |
| США (Billboard Top Black Albums)    | 25             | 7 недель           |
| Финляндия (Suomen virallinen lista) | 16             | 13 недель          |
| ФРГ (Offizielle Top 100)            | 42             | 10 недель          |
| Швеция (Sverigetopplistan)          | 11             | 7 недель           |

| Хит-парад (1980)                           | Позиция |
| ------------------------------------------ | ------- |
| Великобритания (Gallup Poll)               | 76      |
| Великобритания (Record Mirror: Chart File) | 41      |
| Хит-парад (1981)                           | Позиция |
| Австралия (Kent Music Report)              | 28      |
| Канада (RPM Year-End)                      | 23      |
| Новая Зеландия (Recorded Music NZ)         | 31      |
| США (Billboard Top Popular Albums)         | 28      |

### Сертификации
| Регион                                                      | Сертификация  | Продажи    |
| ----------------------------------------------------------- | ------------- | ---------- |
| Великобритания (BPI)                                        | Платиновый    | 300 000^   |
| Канада (Music Canada)                                       | 3× Платиновый | 300 000^   |
| Новая Зеландия (RMNZ)                                       | Золотой       | 7500^      |
| США (RIAA)                                                  | Платиновый    | 1 000 000^ |
| ^ Данные о тиражах приведены только на основе сертификации. |               |            |